# 캡틴 마블 (DC 코믹스)

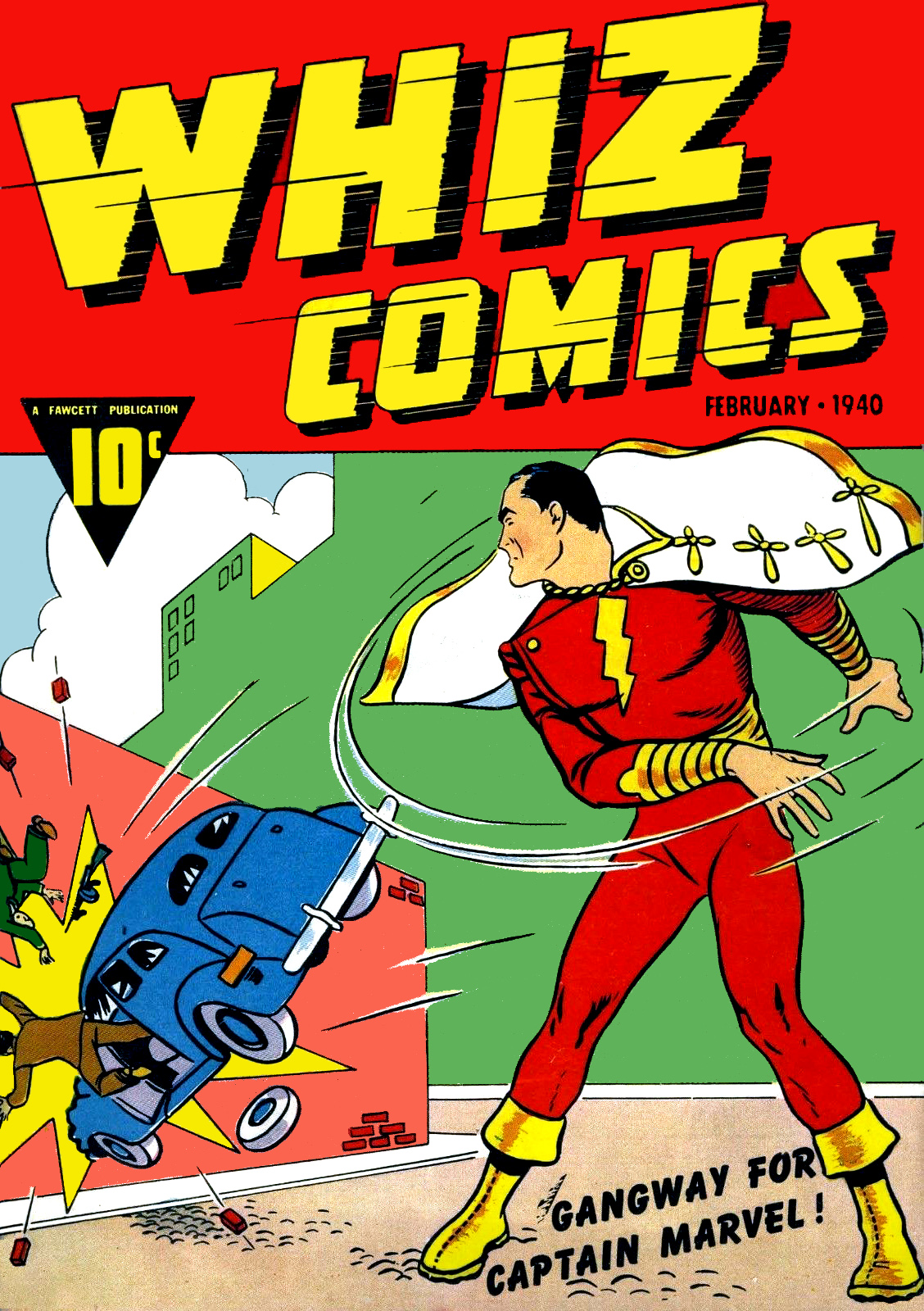
캡틴 마블.

캡틴 마블(Captain Marvel)은 처음에는 포셋 코믹스에서, 나중에는 DC 코믹스에서 발행된 만화책에 등장하는 가공의 영웅이다. 1939년에 C. C. 벡(CC Beck)과 빌 파커(Bill Parker)에 의해 창조되어 1940년 2월호 with 코믹스 제 2호에서 첫 등장하고 있다. 원래 이름은 빌리 뱃슨(Billy Batson)으로 소년이지만, 샤잠!(Shazam!)이라는 마법의 주문을 외우면 캡틴 마블로 변신한다.

## 같이 보기
- 샤잠! (영화)